# 위그 카페
위그 카페(프랑스어: Hugues Capet, 939년 경 ~ 996년 10월 24일)는 로베르가에서 나온 프랑스의 왕이자 카페 왕조의 개창자이다. 그는 카롤링거 왕조를 대신하여 카페 왕조를 개창한 인물로 987년부터 프랑스 왕이었다. 그는 938년부터 941년 쯔음에 두르당에서 태어났을 거라고 추정된다. 그는 996년 10월 24일에 프라스빌랭 근처 무인지 '레 쥐프 (Les Juifs)'에서 사망했다. 그는 프랑크의 공작 (960년 - 987년) 이었으며 그 후로는 프랑크의 왕 (987-996)이었다.
대 위그와 작센의 헤드비게의 아들로 태어난 위그 카페는 카를링거 왕조와 권력을 다투던 9세기부터 10세기의 강력한 프랑크 귀족 집안인 로베르 가문의 후계자였다. 위그 카페는 친할머니 베아트릭스 드 베르망두아로부터 샤를마뉴의 손자인 카롤링거 왕가의 이탈리아 왕 베르나르두스의 피가 이어졌다. 위그 카페는 게르만어 대신 고 프랑스어를 쓴 최초의 왕이기도 하다.

## 생애
위그 카페는 프랑크 백작 위그(Hugues le Grand)와 독일 왕 하인리히의 딸인 헤드비게 사이에 태어난 아들로 아버지의 가문은 일드프랑스의 강력한 귀족가문이었다. 그의 집안은 유럽의 다른 왕가와 귀족들과 친인척 관계를 맺고 있었다. 그러나 아버지 위그는 왕이 될 기회가 없었고 카롤링거 왕조와 다투고 있었다. 위그 카페는 두 명의 할머니를 통해 아득하지만 샤를마뉴의 후손도 된다. 친할머니 베르망두아의 베아트릭스는 샤를마뉴의 아들 피피노 카를로만의 후손으로 베른하르트의 서자 상리스의 피핀 2세의 손녀였다. 친증조모인 아델라이드는 경건왕 루이의 딸이었다.
956년 아버지의 영지 파리 백작령을 물려받은 위그는 당시 서 프랑크 왕국에서 가장 강력한 귀족이었지만 아직 미성년자로 삼촌인 부르노의 섭정을 받았다. 부르노의 영향력에서 벗어난 위그는 970년 아키텐을 손에 넣으려 했으나 실패했다. 그는 독일 황제 오토 2세, 오토 3세 그리고 랭스의 대주교 아달베롱와 연합하여 카롤링거 왕조의 로테르 3세에게 대항하였다. 986년에 왕 로테르가 죽었을 때 위그는 가장 강력한 귀족으로 왕이 될 자질을 갖추고 있었고 로테르의 아들인 무위왕 루이가 죽자 987년 귀족들의 추대를 받고 왕으로 선출되었다.
왕위에 오르자 마자 위그는 아들 로베르를 공동의 왕으로 격상시켰는데 이는 바르셀로나를 침입한 무어인들을 격퇴하기 위한 원정에 대비한 것이라고 했다. 그러나 이는 사실상 위그가 아직 힘이 미약하여 귀족들을 완전히 장악하지 못하고 자신의 세습권을 강화하기 위해 아들을 공동 왕으로 선정했다는 견해도 있다.
위그의 권한은 사실상 파리와 오를레앙 사이의 좁은 지역에서만 유효해 그 외의 지역에서는 힘이 미치지 못했다. 한편 그가 일부 가신들이 그의 말을 고분고분히 듣지 않자, 너희를 그 자리에 임명한 것이 누구냐고 호통쳤더니 반대로 귀족들 역시 누가 당신을 왕으로 앉혔소 라고 반박하게 된다. 993년에 발루아의 외드는 랑 주교의 지원을 받아 위그와 그의 아들 로베르 2세를 독일의 오토 3세에게 넘기려는 음모를 꾸미기도 하였으나 실패했다. 이처럼 위그 카페의 치세는 약한 왕권과 강력한 봉건 귀족들사이의 분쟁으로 점철되어 있었다. 위그는 군사력이 약해 노르망디 공작 리샤르에게 지원을 요청하여야 했다.
위그는 996년 10월 파리에서 죽었고 이미 공동 왕이었던 아들 로베르가 왕위를 물려받았다.

### 유년기
위그 카페는 939년부터 941년 사이에 두르당 성에서 태어났을 거라고 추정된다. 그는 대 위그(Hugues le Grand)와 독일 왕 하인리히의 딸인 헤드비게 사이에 태어났다.
956년 7월 16일 대 위그는 두르당에서 죽었고 그의 아들인 위그 카페가 제1신분의 최고 권력을 이을 것이라고 예상되었다. 로마에서는 교황이 그를 '프랑크인의 영광스러운 왕자'라고 전에 승인했었으며 10세기 중엽부터 카롤링거 가문과 로베르 가문의 왕위 쟁탈전이 시작되었으나 로베르 가문의 승리가 거의 확실시되었다. 로베르 가문의 정통성은 다른 동맹들로 더 확실해졌다.

##### 로베르 가문

### 치세

카롤링거 왕조 말기의 프랑크 왕국. 1990년 Theis, 168p.